# ABS-CBN 뉴스 앤드 커런트 어페어스

로고

ABS-CBN 뉴스 앤드 커런트 어페어스(영어: ABS-CBN News and Current Affairs)는 필리핀의 ABS-CBN 산하의 뉴스 제작 자회사이다.

## 같이 보기
- 카파밀야 채널
- ABS-CBN 뉴스 채널
- A2Z
- ABS-CBN 스포츠 앤드 액션